# Lagoa Salgada
Lagoa Salgada is een gemeente in de Braziliaanse deelstaat Rio Grande do Norte. De gemeente telt 7.449 inwoners (schatting 2009).